# Rafael González Estrada
Rafael González Estrada (* 30. Januar 1909 in San José Rinconcido; † 7. März 1994) war ein guatemaltekischer römisch-katholischer Geistlicher und Weihbischof in Guatemala-Stadt.

## Leben
Rafael González Estrada empfing am 21. September 1935 das Sakrament der Priesterweihe für das Erzbistum Guatemala-Stadt.
Am 16. Mai 1944 ernannte ihn Papst Pius XII. zum Titularbischof von Matrega und zum Weihbischof in Quetzaltenango, Los Altos. Der Apostolische Nuntius in Guatemala, Erzbischof Giuseppe Beltrami, spendete ihm am 3. September desselben Jahres die Bischofsweihe; Mitkonsekratoren waren der Erzbischof von Guatemala-Stadt, Mariano Rossell y Arellano, und der Bischof von Quetzaltenango, Los Altos, Jorge García Caballeros. González Estrada nahm an der dritten und vierten Sitzungsperiode des Zweiten Vatikanischen Konzils teil.
Papst Pius XII. bestellte ihn 1955 zum Weihbischof in Guatemala-Stadt. Am 29. Mai 1984 nahm Papst Johannes Paul II. das altersbedingte Rücktrittsgesuch von Rafael González Estrada an.